# Лагуна Азул, Сентро де Реабилитасион (Компостела)
Лагуна Азул, Сентро де Реабилитасион (шп. Laguna Azul, Centro de Rehabilitación) насеље је у Мексику у савезној држави Најарит у општини Компостела. Насеље се налази на надморској висини од 3 м.

## Становништво
Према подацима из 2010. године у насељу су живела 3 становника.

### Хронологија
| Година       | 2000 | 2005      | 2010 |
| ------------ | ---- | --------- | ---- |
| Становништво | 9    | 9 (6 / 3) | 3    |

### Попис
| # | Индикатор                     | Вредност |
| - | ----------------------------- | -------- |
| 1 | Укупно домаћинстава           | 2        |
| 2 | Укупно насељених домаћинстава | 2        |
| 3 | Величина локације             | 1        |